# Just a Friend of Mine
"Just a Friend of Mine" is de Engelstalige debuutsingle van de Belgische band Vaya Con Dios uit 1987. Het liedje verscheen op het album Vaya Con Dios.
In 1987 vormde Vaya Con Dios samen met Margriet Hermans en Firmin Timmermans het Brabantse team voor de Bacarabeker en onder leiding van Johan Verminnen wonnen ze de prijs. Kort daarop werd "Just a Friend of Mine" uitgebracht als single en sloeg het in heel Europa aan en behaalde het platina. De single bevatte naast de titelsong het liedje "You Let Me Down".

## Meewerkende artiesten
- Producer
  - Dani Klein
  - Dirk Schoufs
- Muzikanten
  - Bert Decorte (folkgitaar)
  - Big Brad (harmonica)
  - Bruno Castellucci (drums)
  - Dani Klein (zang, backing vocals)
  - Dirk Schoufs (contrabas, backing vocals)
  - Frank Vaganée (saxofoon)
  - Frank Wuyts (Hammond, piano)
  - Jean-Michel Gielen (folkgitaar)
  - Joost Derijckere (trombone)
  - Julia Lo'ko (backing vocals)
  - Kays Rostom (percussie)
  - Nono Garcia (folkgitaar)
  - Patrick Mortier (bugel, trompet)
  - Verona Davis (backing vocals)
  - Wild One Dee (backing vocals)
  - Willy Willy (folkgitaar)